# Société régionale de transport de Médenine
La Société régionale de transport de Médenine (arabe : الشركة الجهوية للنقل بمدنين) ou SRT Médenine est une entreprise publique tunisienne dont l'activité est d'assurer le transport de voyageurs par autobus et autocar dans les régions de Médenine et Tataouine.
Elle assure la liaison entre ces régions et d'autres gouvernorats du pays par le biais de lignes quotidiennes régulières.

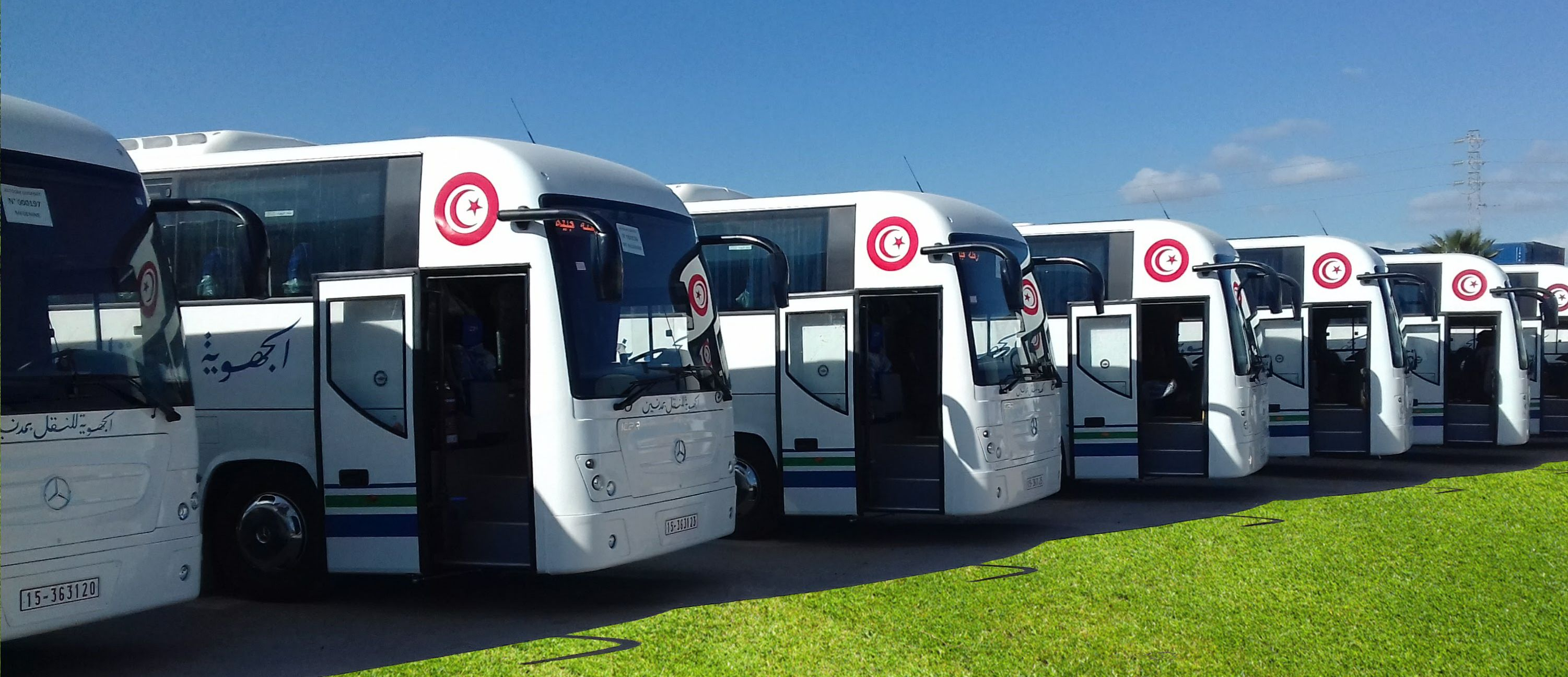
Série de bus de la Société régionale de transport de Médenine.
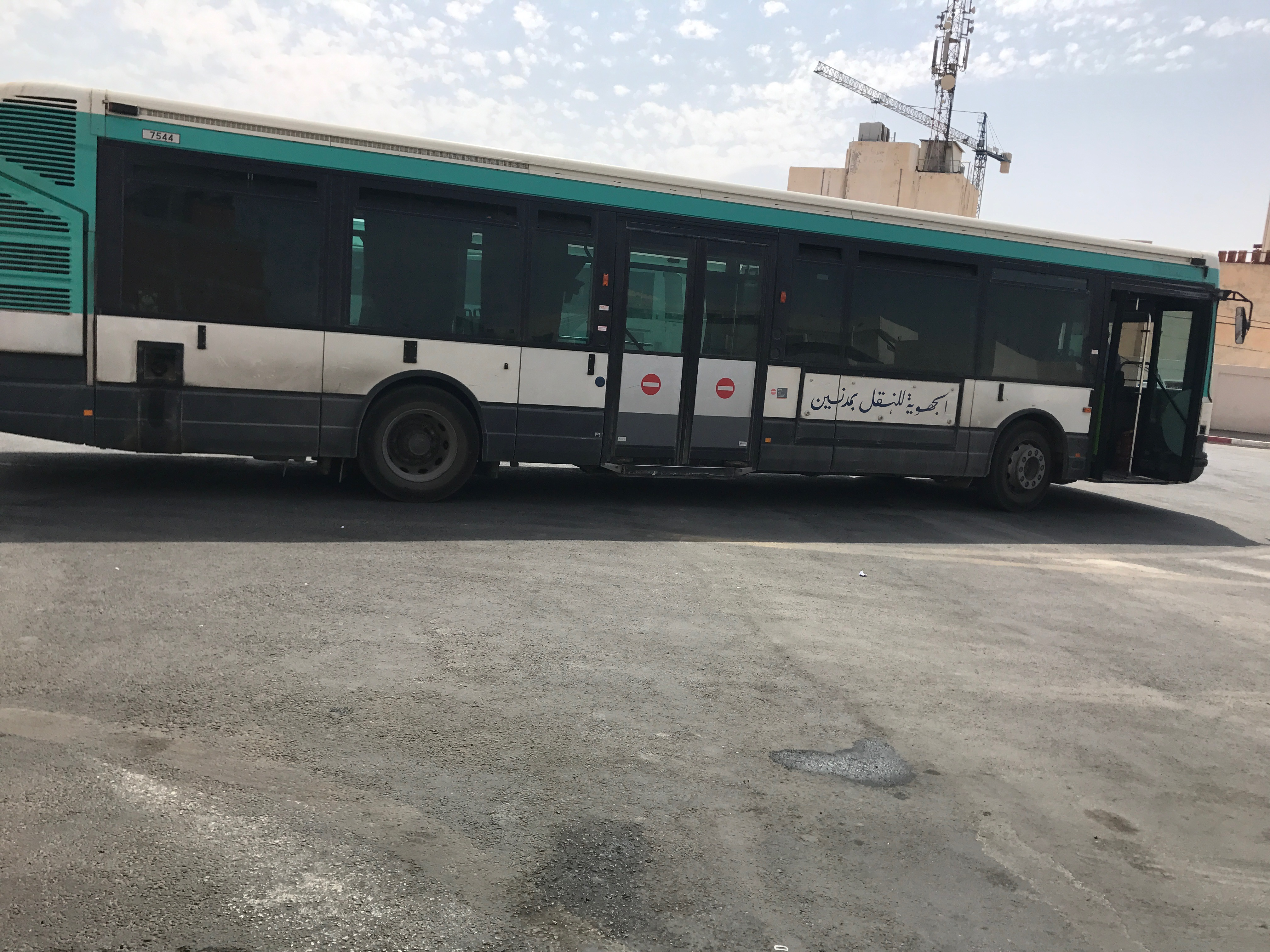
Bus individuel.